# Prince's Golf Club
Prince's Golf Club er en linksgolfbane i Sandwich i grevskabet Kent i det sydøstlige England. Prince's er umiddelbar nabo til den mere kendte Royal St George's Golf Club, og begge klubber ligger på samme kystlinje som Royal Cinque Ports Golf Club.
Prince's blev færdigbygget i 1906 som en 18-hullersbane. Det nuværende 27-hullers layout er resultatet at et redesign i 1950 efter at skader under anden verdenskrig havde delvist ødelagt den oprindelige bane. Anden verdenskrig var meget hård ved Prince's, men den australske entreprenør, Sir Aynsley Bridgland, greb ind og hyrede Sir Guy Campbell og John Morrison til at redesigne og genopbygge banen. Det nye layout inddrog 17 af de opridnelige greens (men for de flestes tilfælde spillet fra en anden retning end den oprindelige) og eliminerede blinde teeslag og indspil. Redesignet var baseret på en centralt placeret klubhus, som imidlertid først åbnede i 1985, hvilket tillod at de 27 huller kunne spilles i tre sløjfer á ni huller, kendt som "Shore", "Dunes" og "Himalayas", som alle starter og slutter ved det nye klubhus. Det gamle klubhus, som ikke længere er i brug, ligger stadig ved indgangen til banen men blev svært beskadiget i en brand i 2008. Huset skal renoveres og ombygges til luksushytte og vandrehjem for besøgende golfspillere.
Prince's er kendt for at have været vært for The Open Championship i 1932, hvor mesterskabet blev vundet af amerikaneren Gene Sarazen. Sarazen havde ved den lejlighed premiere på sit nyopfundne sandjern og den oprindelige kølle er udstillet i Prince's. Greenside-bunkeren på 9. hul på Himalayas-banen, som Sarazen spillede fra på vej til sejren, blev døbt "The Sarazen Bunker" i 2011. Prince's er en af kun to baner, som kun én gang har været vært for The Open – den anden er Royal Portrush i Nordirland. Klubben er fortsat værtsbane for mesterskabets Local Final Qualifying-turneringer, og er senest blevet brugt til dette i 2011, da The Open vendte tilbage til Royal St. George's, hvor Prince's pro, Francis McGuirk, sluttede på en delt andenplads og dermed sikrede sig en af de tre ledige kvalifikationspladser.